# Balschwiller
Balschwiller es una comuna francesa, situada en el departamento de Alto Rin, en la región  de Alsacia.

## Demografía
| 529 | 553 | 542 | 600 | 669 | 762 |
| Para los censos de 1962 a 1999 la población legal corresponde a la población sin duplicidades (Fuente: INSEE [Consultar]) |     |     |     |     |     |